# Cypripedium formosanum
El cypripedium de Formosa (Cypripedium formosanum) es un miembro del género Cypripedium dentro de la familia Orchidaceae. Es nativa de China y Taiwán.

## Descripción
Es una orquídea de pequeño tamaño, que prefiere el clima fresco a frío es de hábito terrestre con tallos que tienen dos hojas, apicales  con las venas radiales como un abanico y que florece con una inflorescencia terminal delgada de 10 cm de largo y cuyas flores de 6 a 7 cm de longitud se producen en la primavera.

## Taxonomía
Cypripedium calceolus fue descrita por Bunzō Hayata y publicado en Icones plantarum formosanarum nec non et contributiones ad floram formosanam. 6: 66, f. 9. 1916.
Etimología
El nombre del género viene de « Cypris », Venus, y de "pedilon" = "zapato" o "zapatilla" en referencia a su labelo inflado en forma de zapatilla.
formosarun, epíteto referido a su distribución en Formosa.
Sinonimia
- Cypripedium japonicum var. formosanum (Hayata) S.S.Ying 1975[3][4][5]